# O-uchi-gari
O-uchi-gari (大内刈) é uma das 40 projeções do Judô originalmente compiladas por Jigorō Kanō. Pertence ao primeiro grupo, Dai Ikkyo, da lista de projeções tradicionais, Gokyo, do Kodokan Judô. Ele também está incluído na atual lista de 67 projeções da Kodokan. Ele é classificado como um técnica de pés, ashi-waza.

## Descrição técnica

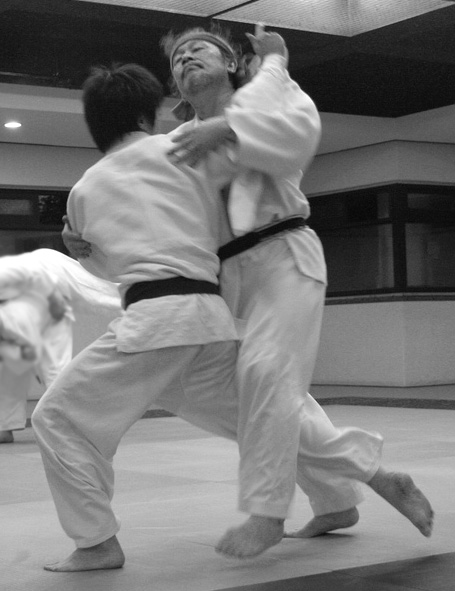
O-uchi-gari; o Tori está de costas na imagem.

No O-uchi-gari, o tori usa sua perna direita para colher a perna esquerda do uke por dentro, enquanto puxa o uke para baixo.

## Leitura complementar
- Swain, Mike (1994), «Ashiwaza II», ISBN 1-874572-65-8 second ed. , Ippon Books, Judo Masterclass Techniques
- Ohlenkamp, Neil (2006) Judô Unleashed referência básica no judô. ISBN 0-07-147534-6.